# Samantha Redgrave
Samantha Redgrave (Newcastle-upon-Tyne, 18 de agosto de 1994) é uma remadora britânica.

## Carreira
Redgrave cresceu em Gateshead, mudou-se para Frinton no início da adolescência e foi para a universidade em Norwich. Ela começou a remar na Universidade de East Anglia em 2013 e remou intermitentemente nos anos seguintes enquanto trabalhava no hospital Norfolk e Norwich como praticante assistente. Seu treinador no Norwich Rowing Club a convenceu a fazer um teste para o time britânico de remo em 2018-19.
Ela ganhou medalhas de ouro no quatro sem timoneiro no Campeonato Europeu de Remo de 2022, no Campeonato Europeu de Remo de 2024 e no Campeonato Mundial de Remo de 2022.
Nos Jogos Olímpicos de Verão de 2024, em Paris, conquistou a medalha de prata na competição de quatro sem feminino, ao lado de Helen Glover, Esme Booth e Rebecca Shorten com o tempo de 6:27.31.